# Begonia listada
Espèce
Begonia listada est une espèce de plantes de la famille des Begoniaceae. C'est un bégonia originaire d'Amérique du Sud. L'espèce fait partie de la section Pritzelia. Elle a été décrite en 1981 par Lyman Bradford Smith (1904-1997) et Dieter Carl Wasshausen (1938-…). L'épithète spécifique listada vient de l'espagnol et signifie « rayée », une allusion au feuillage sombre à la nervure centrale bordée de vert plus vif.

## Répartition géographique
Cette espèce est originaire des pays suivants : Argentine ; Brésil ; Paraguay.